# 洪化县
洪化县，中国古县名。
西魏置洪化县，治所在今甘肃省陇南市武都区安化镇。属武州绥戎郡，北周废绥戎郡、洪化县，地入建威县，建威县属于武州武都郡。